# Biganon
Biganon ist eine frühere französische Gemeinde mit zuletzt 64 Einwohnern (Stand 1962) im Département Landes in der Region Nouvelle-Aquitaine (vor 2016: Aquitanien).
Biganon wurde 1965 in die Gemeinde Moustey eingegliedert und ist seitdem einer ihrer Ortsteile.

## Geographie
Biganon liegt ca. 60 km nordwestlich von Mont-de-Marsan und ca. 50 km südlich von Bordeaux in der historischen Provinz Gascogne an der nördlichen Grenze zum benachbarten Département Gironde.

## Einwohnerentwicklung
Nach Beginn der Aufzeichnungen stieg die Einwohnerzahl bis zur Mitte des 19. Jahrhunderts auf einen Höchststand von rund 500. In der Folgezeit sank die Einwohnerzahl bei kurzen Erholungsphasen bis zur Eingemeindung auf 64 Einwohner.

## Sehenswürdigkeiten

### PfarrkircheSaint-Pierre-ès-Liens

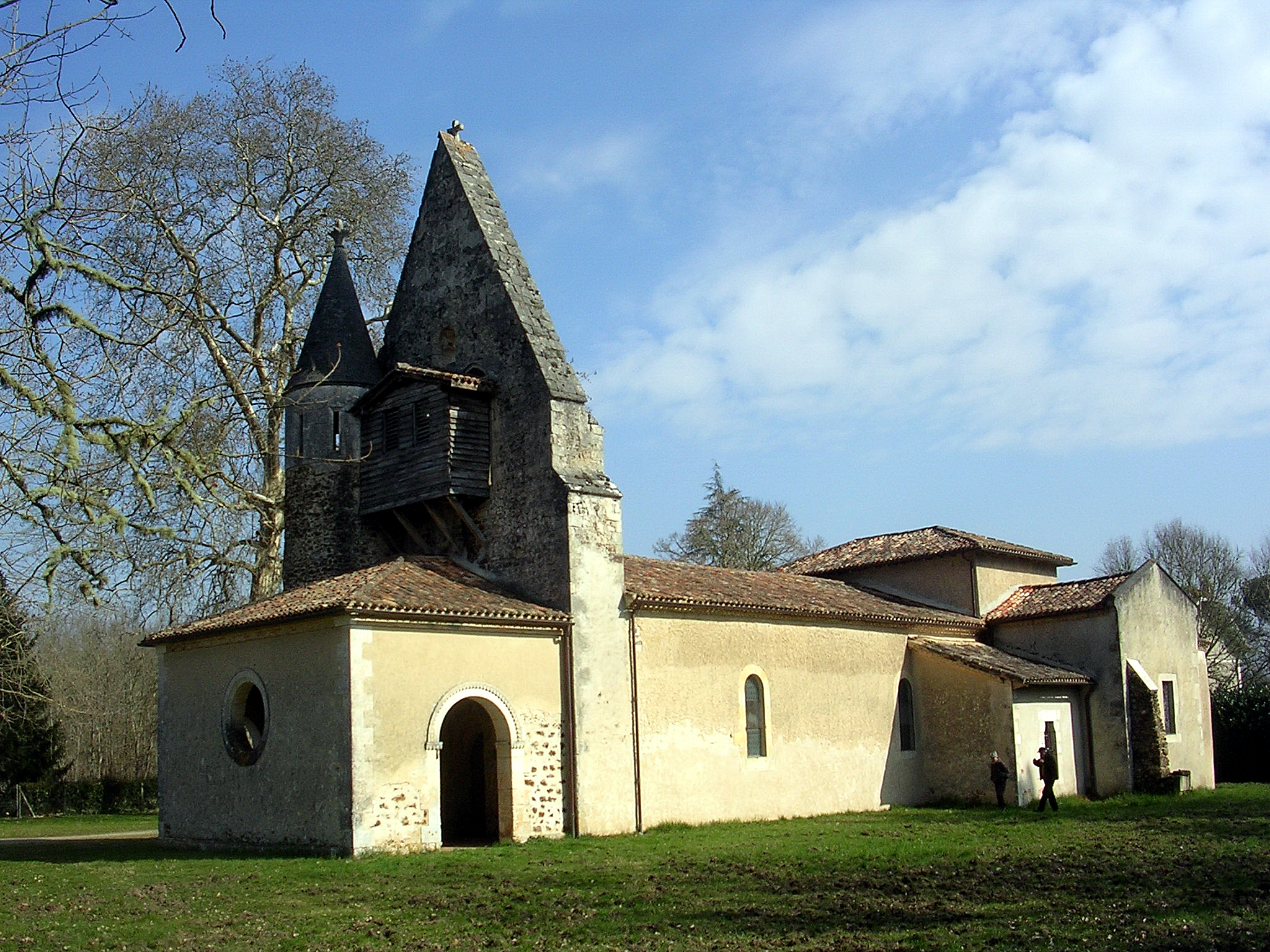
Pfarrkirche Saint-Pierre-ès-Liens

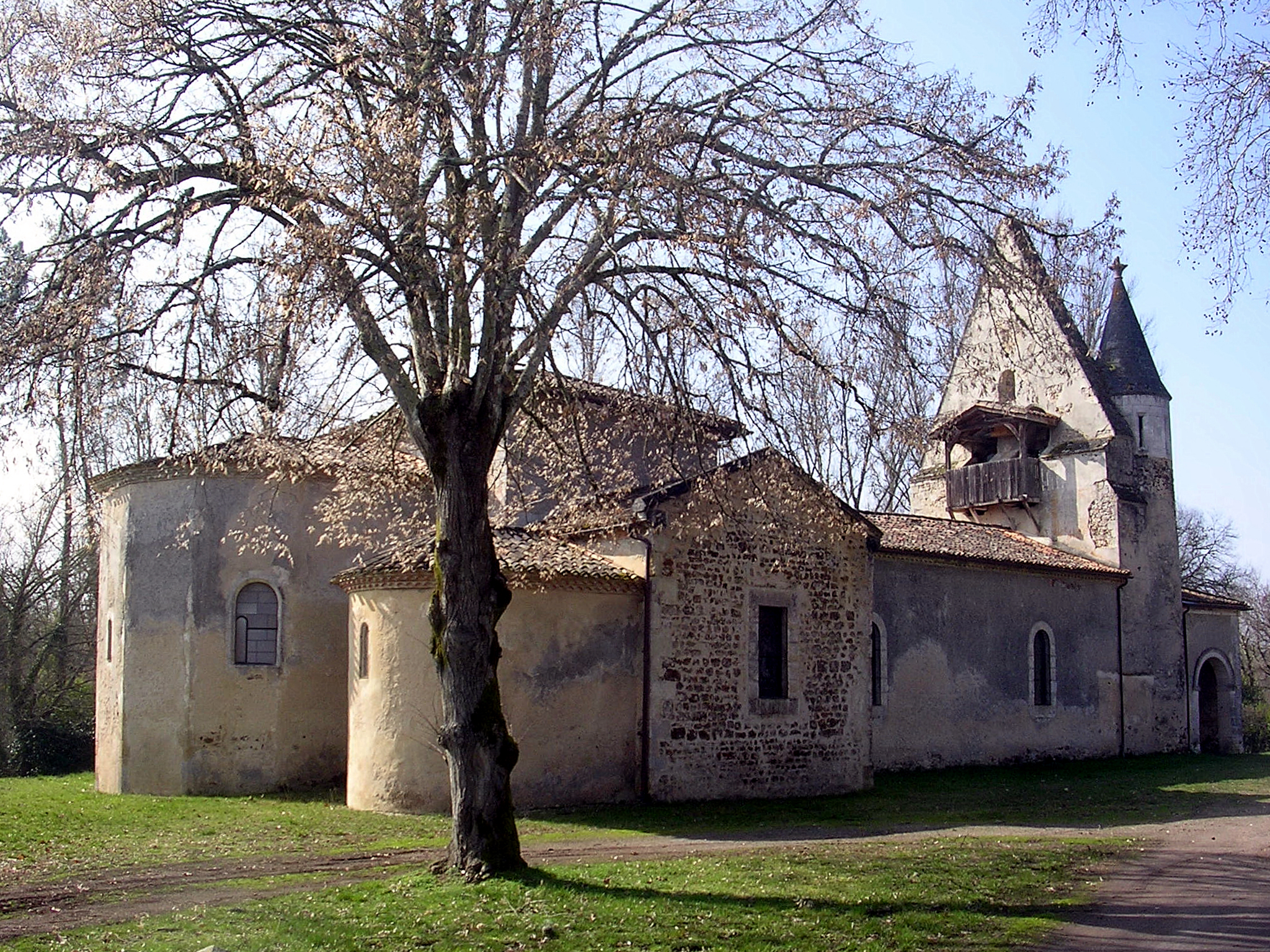
Nordseite

Die dem heiligen Petrus in Ketten gewidmete Kirche wurde wahrscheinlich am Ende des 11. Jahrhunderts im romanischen Stil errichtet. Der Grundriss der Apsis mit zwei Apsidiolen, die Verzahnungen an Mauerecken und das fehlende Gewölbe lässt auf diese Datierung schließen. Sie wurde mit einem kleinen Mauerwerksverband aus Garluche, dem eisenhaltigen Sandstein der Landes, auf einer Stelle gebaut, die bereits in früheren Zeiten besiedelt war. Die Apsidiolen wurden vermutlich im 14. Jahrhundert mit einem Gewölbe versehen. Im 19. Jahrhundert wurde das Querschiff geändert, die Wände des Langhauses abgesenkt, die Fenster überarbeitet, der obere Teil des Treppenturms wiederhergestellt und die Vorhalle im Westen errichtet. Das Langhaus besitzt ein Hauptschiff, das durch einen halbrunden Chor verlängert wird. Die Apsidiolen sind mit dem Querschiff verbunden, das sich zum Hauptschiff über einen Rundbogen öffnet. Im Westen erhebt sich ein Glockengiebel aus der Fassade, an dem sich in der nördlichen Ecke ein runder Treppenturm anschließt, dessen Eingang eine abgeschrägte Laibung zeigt. Die Eingangstür und die Fenster der Kirche sind in Rundbogenform gestaltet bis auf die Fenster in den Längsachsen der Apsidiolen und zwei Öffnungen in der Ostwand des Querschiffs. Apsis und Apsidiolen besitzen ein Kesselgewölbe, das bis unter die Fenster reicht. Die Kirche ist seit dem 17. Januar 1997 als Monument historique eingeschrieben.
Die gesamte Ausstattung der Kirche aus der Zeit des Ancien Régime ging vermutlich in den Wirren der Französischen Revolution verloren. Die im klassizistischen Stil gehaltene Haupt- und Nebenaltäre sind in der ersten Hälfte des 19. Jahrhunderts ergänzt worden. Im Jahre 1982 sind unter dem Anstrich der Wände des Chors, der südlichen Apsidiole und des Langhauses in mehreren Schritten realisierte Wandmalereien aus dem 14., 15. und 17. Jahrhundert entdeckt worden. Die Darstellung in der Apsidiole aus dem 14. Jahrhundert zeigt die Krönung Mariens im Himmel und vermutlich in einem Fragment die Verkündigung an die Hirten. Maria hat die Hände gefaltet und wird von Christus gekrönt, der zu ihrer Rechten auf einem Thron sitzt, ein Buch haltend. Zwei anbetenden Engel komplettieren diese Szene. Im anderen Bild hält ein Engel ein Spruchband und spricht zu drei Hirten inmitten ihrer Schafherde. Die Malerei auf dem Kesselgewölbe der Apsis aus dem 14. Jahrhundert zeigte vermutlich Christus als Majestas Domini in einer Mandorla mit den Evangelistensymbolen in Lünetten. Von diesen Symbolen sind der geflügelte Mensch von Matthäus, der Adler von Johannes und der Stier von Lukas noch zu erkennen. Auf der nördlichen Wand der Apsis zeigt ein Fragment aus der gleichen Zeit Teile einer Darstellung von Christus und seinen Aposteln während des Abendmahls Jesu. Links und rechts des Fensters in der Längsachse der Apsis werden zwei ganzfigürliche Personen vor einem roten Hintergrund mit weißen vierblättrigen Blümchen wiedergegeben. Die linke ist ein bärtiger Apostel, der ein Buch trägt und bisweilen als der heilige Petrus, Schutzpatron der Kirche, identifiziert. Die rechte Person stellt hingegen zweifellos den Apostel Andreas dar, zu erkennen an seinem X-förmigen Andreaskreuz. Malereien aus dem ausgehenden 15. und aus dem 17. oder 18. Jahrhundert stellen Scheinmauerwerke dar, die zum Teil die Arbeiten aus dem 14. Jahrhundert überdecken. Fünf Glasfenster sind Werke des Glasmalers Henri Feur aus Bordeaux, die 1882 entstanden sind. Sie stellen ganzfigürlich die Heiligen Paulus mit Schwert und Petrus mit Schlüssel dar.

### QuelleSainte Ruffine

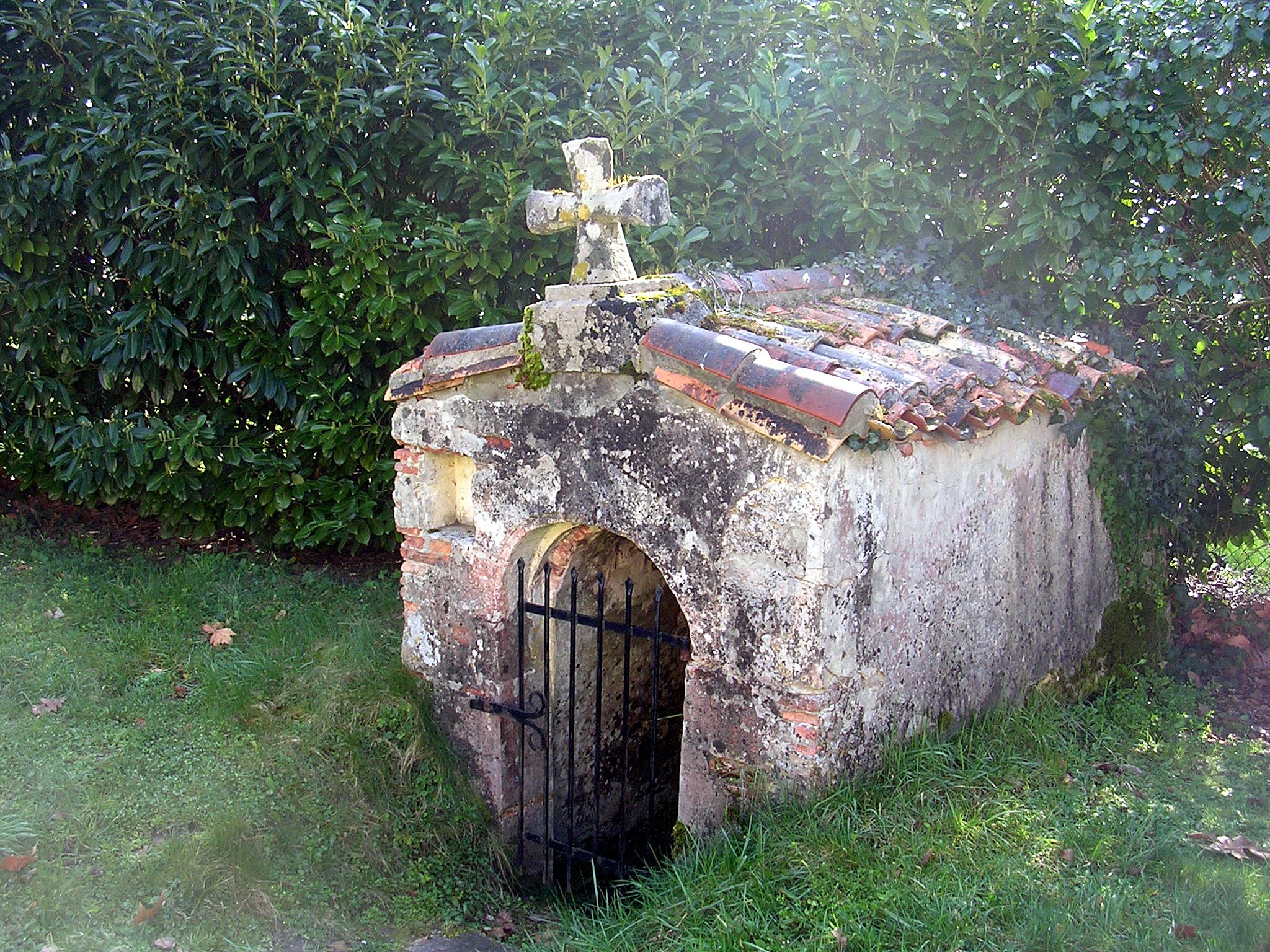
Quelle Sainte Ruffine

Die einer frühchristlichen Märtyrerin gewidmete Quelle befindet sich unweit der Kirche und ist gleichzeitig und zusammen mit ihr als Monument historique eingeschrieben. Sie ist durch ein kleines Gebäude geschützt, das als Gravur die Jahreszahl „1831“ trägt. Die letzte Prozession zu dieser Quelle fand am 10. Juli 1956 statt. In der Brunnenschale hat eine 1976 durchgeführte Ausgrabung eine große Zahl von Münzen zutage gebracht, von denen die ältesten aus der Zeit des Zweiten Kaiserreichs stammen. Dem Wasser werden Heilkräfte bei Hautkrankheiten und Entzündungen zugeschrieben. Der lokale Brauch sah das Waschen mit dem Unterhemd der Mütter der Familien vor, die sie anschließend in der Kirche zurückließen.